# 5-メチルシトシン
5-メチルシトシン（5mC、ｍ5Cなどと略されることが多い）またはC5-メチルシトシンとは、DNA塩基の一つであるシトシン(C)がメチル化されたものである。
遺伝子の転写調整を始めとする様々な生命現象等に関与している。シトシンがメチル化されると、転写プロセス自体には変化はないが、特に真核生物においては遺伝子発現に変化が生ずる例が知られており、この分野の研究はエピジェネティクスと呼ばれる。
5mCはDNAメチルトランスフェラーゼによるエピジェネティックな修飾により生成される。5mCとヌクレオシドが組み合わさった状態は5-メチルシチジンであり、この状態でDNAに組み込まれている。
5mCではメチル基は六員環の、図の6時方向の窒素原子（NH）から反時計回りに数えて5位の炭素原子に付加される。このメチル基は、シトシンと5mCとを区別する特徴である。

## 発見の経緯
1898年、結核菌から細菌性毒素を単離しようとしていた時、新たな核酸が発見され、ツベルクリン酸と命名された。この核酸は、チミン、グアニン、シトシンとは異なる、メチル化された塩基を持つヌクレオチドであった。1925年、少量のメチル化シトシンがツベルクリン酸の硫酸加水分解物として生成された。この報告はピクリン酸結晶の光学特性のみに基づいていた上、他の科学者達に再現できなかったので酷評された。しかし1948年、仔牛胸腺のDNAから従来のシトシンやウラシルとは異なるメチル化シトシンがペーパークロマトグラフィーにより単離され、存在が決定的となった。
それから70年後、RNA分子中に一般に存在することが明らかとなったが、正確な役割は不明であった。

## In vivo
この物質の機能は生物種により大きく異なる。
- 細菌の場合、5mCはゲノム上の様々な場所に存在し、しばしば自身のDNAをメチル化感受性制限酵素から保護するマーカーとして機能している。
- 植物の場合、5mCはCpGサイト、CpHpG、ならびにCpHpHの配列に局在している(H = A, C, T)。
- 真菌および動物の場合、5mCは主にCpGジヌクレオチドとして存在する。多くの真核生物ではCpGサイトのメチル化率はわずかであるが、脊椎動物の場合は70〜80%のCpG中シトシンがメチル化されている[9]。哺乳類においては、ゲノム中の約1％の塩基が5ｍCである[10]。

シトシン (C)が自発性に脱アミノ化するとウラシル (U)となり、DNA修復酵素により除去されるが、一方で5mCが脱アミノ化するとチミン(T)を生じる。この塩基の転換（C→T）は塩基転位型突然変異を引き起こし得る。加えて、APOBECファミリーの酵素によって引き起こされるシトシン及び5mCの脱アミノ化は、細胞内のプロセスや生物種の進化に関与している可能性がある。一方で、5-ヒドロキシメチルシトシンの脱アミノ化の意義や詳細は不明である。

## In vitro
亜硝酸等により5-メチルシトシンから-NH2基を除去（脱アミノ化）するとチミンを生ずる。同じ条件下でシトシンが脱アミノ化するとウラシル(U)を生じる。

5-メチルシトシンからの脱アミノ化に拠るチミンの生成

シトシンは重亜硫酸処理で脱アミノ化されるが、5mCは脱アミノ化されない。この性質を利用して、重亜硫酸塩シークエンス技術により、ゲノム中のシトシンのメチル化パターンを解析することができる。

## DNMTによるメチル化と発現制御（真核生物）
5mCのメチル基は、DNAメチルトランスフェラーゼ （DNMT）を介してゲノムDNA中のシトシンに付加される。ヒトゲノム中では、DNMT1、DNMT2、DNMT3A、DNMT3B、およびDNMT3Lの5つのDNMTが知られている。藻類および菌類には、DNMT4、DNMT5、およびDNMT6の3つがさらに存在する。 
DNMT1には、RFTS(replication foci targeting sequence)と、5mCマークの追加を触媒するCXXCドメインが含まれている。RFTSはDNMT1をDNA複製の遺伝子座に導き、DNA複製中の娘鎖上の5mCの維持を支援する。CXXCはDNAへのメチル化のde novo付加のためのジンクフィンガードメインを含む 。多くのヒトの体組織において、DNMT1は支配的なDNAメチルトランスフェラーゼであること知られている。 DNMT3AとDNMT3Bは主にde novoメチル化を担当し、DNMT1は複製後に5mCマークを維持する役割を持つ。DNMTは互いに相互作用して、メチル化能力を高めている。たとえば、2つのDNMT3Lは2つのDNMT3Aと複合体を形成してDNAとの相互作用を改善し、メチル化を促進する 。DNMTの発現の変化は、異常なメチル化をもたらす。過剰発現することでメチル化の増加をもたらし、逆に酵素を破壊するとメチル化のレベルは低下する。 
付加のメカニズムは次のとおりである  。

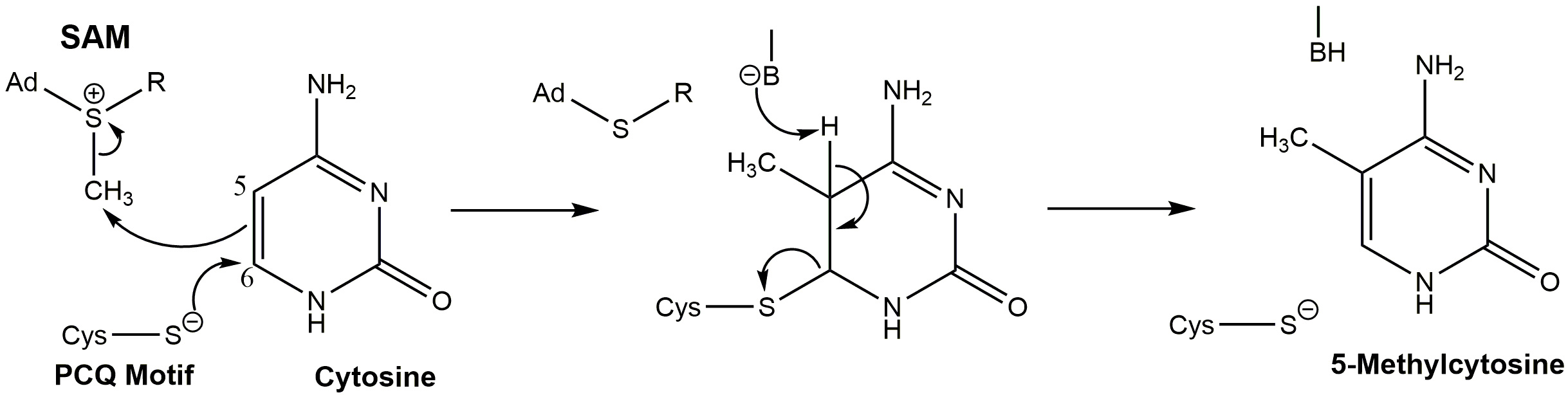
Addition of methyl group to cytosine

1. DNMTのPCQモチーフのシステイン残基が、メチル化されるシトシンヌクレオチドの炭素6に求核攻撃を引き起こす。
2. S-アデノシルメチオニンは、メチル基を炭素5に供与する。
3. DNMT酵素の塩基は、5位の炭素の残留水素を脱プロトン化して、5位と6位の炭素間の二重結合を復元し、5-メチルシトシン塩基対を生成する。

## 脱メチル化
シトシンが5mCにメチル化された後、複数のメカニズムを介して元の状態に戻すことができる。
受動的なDNA脱メチル化としては、DNMTによるメンテナンスを抑制（あるいは欠如）することで、ゲノム複製を通じて徐々にメチル化シトシンを希釈化する、というものがある。能動的なDNA脱メチル化としては、酸化プロセスにより5-ヒドロキシメチルシトシン （5hmC）、5-ホルミルシトシン（5fC）、および5-カルボキシルシトシン（5caC）に変換され、後者2つは最終的にチミンDNAグリコシラーゼ （TDG）及びシトシンを復元するための塩基除去修復酵素（BER）によってヌクレオシドから切断される。 TDGをノックアウトした実験では、5hmCには統計的に有意な変化を与えず、一方で5fCは2倍の増加をもたらした。  
5mC、5hmC、および5fCへの酸化反応はTET （Ten-eleven translocation）ファミリージオキシゲナーゼを介して発生する。この酵素は5mCを優先的に処理し、TET2では5hmCおよび5fC変換の初期反応速度は4.9〜7.6倍遅くなる。TETには補因子としてFe(II)、基質として酸素およびα-ケトグルタル酸 （α-KG）が必要であり、後者の基質はイソクエン酸デヒドロゲナーゼ （IDH）によってイソクエン酸から生成される。 悪性腫瘍（癌細胞）においては、α-KGと競合する2-ヒドロキシグルタレート (2HG)を生成してTET活性を低下させることで、5mCから5hmCへの変換を低下させている可能性が報告されている。 

## ヒトにおける5mCの役割
癌細胞においては、ゲノムDNAは過剰メチル化状態や低メチル化状態になることがある。過剰メチル化の例としては、遺伝子プロモーターと重複するCpGアイランドがde novoメチル化されることで、通常腫瘍の増殖阻害に関連する遺伝子の異常な不活性化を引き起こすものがある。癌細胞では正常組織と比べてDNMT1やDNMT3A、DNMT3Bの発現レベルが高く、これらは癌の5mCの異常なレベルに関連している。 
サテライトDNA、Alu配列、および長い散在反復配列（LINE）を含むゲノム中の反復配列は、癌細胞において低メチル化されていることが多く、通常は発現しないはずの遺伝子の発現をもたらすため、その発現レベルは多くの場合で腫瘍進行の重要なマーカーになっている。高メチル化と低メチル化の間には関連があると推測されており、例えばDNAメチルトランスフェラーゼの過剰活性による異常な5mCメチル化の増加は、エピジェネティックな修復の一種である脱メチル化によって補償される可能性がある。しかし、メチル化の除去は非効率的であり、ゲノム全体の低メチル化のオーバーシュートをもたらしうるし、またその逆もありえる。 
低メチル化領域における遺伝子の過剰発現は、ゲノム全体の高メチル化により抑制される可能性もある。このような癌細胞の顕著な特徴は、がん細胞とその周囲の微小環境内（腫瘍関連間質）の両方で、5mCを変化させる後成的変化を通じて獲得されている可能性が高い。 

## 老化のバイオマーカーとして
「Epigenetic age」とは、年齢とDNAメチル化レベルとの関係を指す。 「clock CpG」と呼ばれる特定のCpG領域におけるDNAメチル化のレベルと、特定年代集団におけるゲノム全体のメチル化率の典型的なレベルを回帰するアルゴリズムを組み合わせることで、後成的年齢予測が可能になる。若者（0〜20歳）の場合、DNAメチル化の変化は発達と成長が進むにつれてより速い速度で発生し、高齢になると変化が遅くなり始める。 
エピジェネティックな年齢の推定方法は複数提唱されている。「Horvathの時計」では、複数組織由来の353個のCpGセットを測定する。このセットでは、半分は年齢と正の相関があり、残りの半分はエピジェネティックな年齢を推定するために負の相関がある。「Hannumの時計」では、成人の血液サンプルを使用して、71のCpGサイトの直交ベースに基づいて年齢を計算する。DNAm PhenoAgeとして知られる「Levineの時計」は、513のCpGサイトに依存しており、死亡率と寿命を予測する際に他の年齢推定手法を上回ったスコアを出しているが、非血液組織にはバイアスを示している。また、ELOVL2遺伝子という1つのCpGのみのメチル化状態をもとにした年齢推定器の報告がある。年齢の推定により、5mCのメチル化マーカーに基づいて個人が影響を受ける可能性のある年齢に関連した状態の予想から寿命を予測できる。 